# رفاه

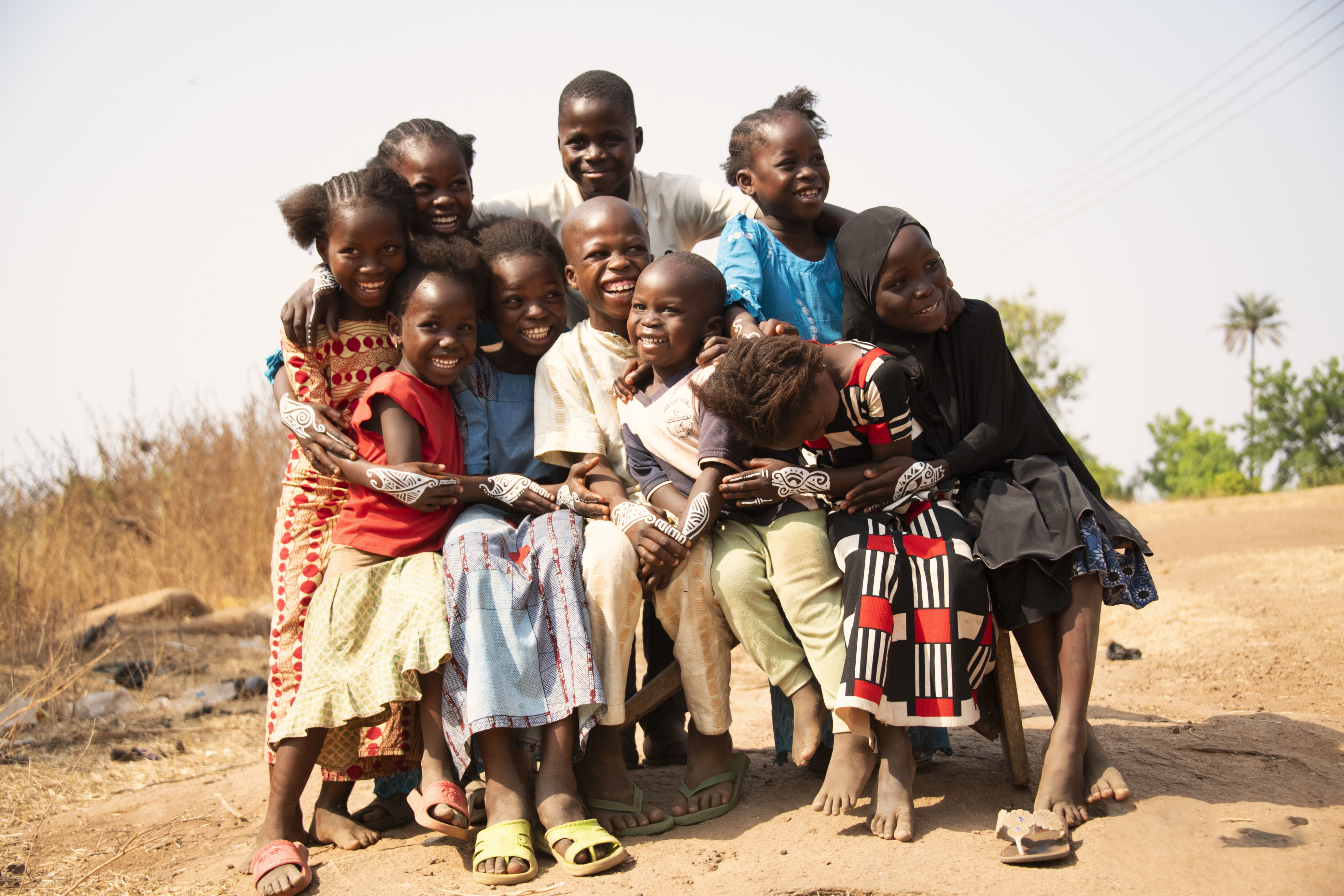
أطفال يُظهرون الرفاه بعد درس فن.

تستخدم مصطلحات رفاه ومتعة وسعادة في اللغة اليومية بشكل متداخل ولكن معانيها مختلفة في السياقات التقنية مثل الفلسفة وعلم النفس. تشير المتعة إلى التجربة التي تمنح المرء شعورًا جيدًا ويُنظر إليها على أنها مكون من مكونات الرفاه. وتوجد مكونات أخرى للرفاه، مثل الصحة والفضيلة والمعرفة وإشباع الرغبات. السعادة التي تعرف بأنها «تحقيق توازن تفوق فيه التجارب السارة التجارب غير السارة» أو أنها حالة رضا عن الحياة ككل، تعتبر أيضًا أحد مكونات الرفاه. تحاول نظريات الرفاه تحديد ما هو ضروري لكل أشكال الرفاه. يساوي مذهب اللذة بين الرفاه وتوازن «المتعة تفوق الألم». بينما ترى نظريات الرغبة أن الرفاه ينشأ عن تحقيق الرغبة: كلما ارتفع عدد الرغبات المحققة، زاد الرفاه. تقول نظريات القائمة الموضوعية إن رفاه الفرد يعتمد على قائمة من العوامل التي تشمل عناصر ذاتية وأخرى موضوعية.
الرفاه هو الموضوع الرئيس في علم النفس الإيجابي، الذي يسعى إلى اكتشاف العوامل التي تسهم في رفاه الإنسان. يقترح مارتن سيليغمان أن هذه العوامل تتكون من المشاعر الإيجابية، والانخراط في نشاط، ووجود علاقات جيدة مع أشخاص آخرين، والعثور على معنى في الحياة، والشعور بالإنجاز عند السعي لتحقيق الأهداف. يُرجع قاموس أوكسفورد الإنجليزي مصطلح الرفاه إلى ترجمة مفهوم benessere من الإيطالية في القرن السادس عشر.

## نظريات الرفاه
يعبر رفاه الشخص عما هو خير لهذا الشخص. تحاول نظريات الرفاه تحديد سمات الحالة التي تحقق رفاه الفرد. تصنف نظريات الرفاه عمومًا إلى نظريات اللذة، ونظريات الرغبة، ونظريات القائمة الموضوعية. نظريات اللذة ونظريات الرغبة نظريات ذاتية. ووفقًا لها، تعتمد درجة رفاه الشخص على الحالة العقلية الذاتية لهذا الشخص ومواقفه. بينما ترى نظريات القائمة الموضوعية أن بعض الأشياء قد تفيد الفرد بمعزل عن مواقفه الذاتية تجاهها.
بالنسبة للنظريات اللذة، فإن الحالات العقلية المرتبطة بالرفاه هي تجارب اللذة والألم. من الأمثلة على هذه النظرة أعمال جيرمي بنثام، الذي يرى أن قيمة التجارب تعتمد فقط على مدة وشدة المتعة أو الألم فيها. بالمقابل، صيغت أمثلة مضادة تخالف هذا الرأي. تشمل هذه الأمثلة حالات يشير فيها الحس السليم إلى أن الخيارات ذات المتعة الإجمالية الأقل هي خيارات أفضل، فمثلًا، تتفوق الملذات الفكرية أو الجمالية على الملذات الحسية، ومن غير الحكمة خوض تجربة روبرت نوزيك. لا تشكل هذه الأمثلة المضادة حججًا قاضية ولكن أنصار نظريات المتعة يواجهون صعوبة في تفسير الإشكاليات التي يمكن أن يوقعنا فيها اتباع الحس السليم.
يمكن لنظريات الرغبة تجنب بعض مشاكل نظريات المتعة من خلال الاعتقاد أن الرفاه ينشأ عن تحقق الرغبة: كلما ارتفع عدد الرغبات المحققة، زاد الرفاه. تظهر مشكلة واحدة في بعض نظريات الرغبة وهي أن بعض الرغبات غير جيدة: تكون لبعض الرغبات عواقب وخيمة على الوكيل. حاول بعض منظري الرغبة تجنب هذا الاعتراض بالقول إن ما يقصدونه هو رغبات الإنسان حين يكون على دراية تامة، لا رغباته الفعلية.
تنص نظريات القائمة الموضوعية على أن رفاه الشخص يعتمد على قائمة من العوامل. تتضمن هذه القائمة عوامل ذاتية مثل توازن المتعة والألم أو وتحقيق الرغبات إلى جانب العوامل المستقلة عن مواقف الفرد تجاه الحياة، مثل الصداقة أو الفضائل. تواجه نظريات القائمة الموضوعية مشكلة في شرح تأثير العوامل المستقلة عن الفرد على رفاهه حين لا يكون الفرد مهتمًا بها. الاعتراض الآخر الذي يواجه هذه النظريات يتعلق بانتقاء هذه العوامل. قدم منظرون مختلفون قوائم مختلفة للغاية. ويبدو أن هذه القوائم تعتمد اختيارات تعسفية، ويجب توفير معيار واضح يجعل جميع البنود المدرجة في القائمة، وحدها فقط، مهمة في النظرية.

## المقاربات العلمية
تدرس ثلاثة تخصصات فرعية في علم النفس الرفاه النفسي:
1. علم النفس التطوري، ويمكن من خلاله تحليل الرفاه النفسي بدراسة نمط النمو على مدى العمر.
2. علم نفس الشخصية، ويمكن هنا تطبيق مفهوم ماسلو المعني بتحقيق الذات، ومفهوم روجرز عن الشخص الذي يعمل بالكامل، ومفهوم يونغ عن التفرد، ومفهوم ألبورت عن النضج، لفهم الرفاه النفسي.
3. علم النفس السريري، يدرس الرفاه باعتباره معتمدًا على الاحتياجات البيولوجية والنفسية والاجتماعية.

يوجد نهجان يمكن اتخاذهما لفهم الرفاه النفسي:
1. التمييز بين المشاعر الإيجابية والسلبية وتحديد الرفاه النفسي الأمثل والسعادة بأنهما توازن بين الجانبين السلبي والإيجابي.
2. التأكيد على أن الرضا عن الحياة مؤشر أساسي على الرفاه النفسي.

وفقًا لغوتمان وليفي (1982) الرفاه هو «... موقف عقلي خاص».  يخدم هذا النهج غرضين في دراسة الرفاه: «تطوير واختبار نظرية [منهجية] لبنية [العلاقات المتبادلة] بين أنواع الرفاه، ودمج نظرية الرفاه بتطورها التراكمي المستمر في مجالات الأبحاث ذات الصلة».

## نماذج ومكونات الرفاه
طورت الكثير من النماذج.

### نماذج الشبكة السببية للرفاه (والشقاء)
طور الفيلسوف مايكل بيشوب شبكة سببية للرفاه في كتاب الحياة الجيدة: توحيد علم نفس الرفاه وفلسفته. وترى نظرية الشبكة السببية أن الرفاه حصيلة الكثير من العوامل -كالمشاعر والمعتقدات والدوافع والعادات والموارد وغيرها- التي ترتبط سببيًا بطرق تفسر الزيادة في الرفاه أو الشقاء. وفي الآونة الأخيرة طُبقت نظريات الشبكة السببية للشقاء على الاكتئاب والتكنولوجيا الرقمية. وطبق منهج الشبكة في المجالات الأخرى للصحة النفسية.

### داينر: نموذج ثلاثي للرفاه الذاتي
نموذج داينر الثلاثي للرفاه الذاتي واحد من أشمل نماذج الرفاه في علم النفس. قدمه داينر في عام 1984، ويفترض «ثلاثة مكونات للرفاه متميزة ومترابطة في كثير من الأحيان: الشعور الإيجابي المتكرر، والشعور السلبي غير المتكرر، والتقييمات المعرفية كالرضا عن الحياة».
تساهم العوامل المعرفية والعاطفية والسياقية في الرفاه الذاتي. ووفقًا لداينر وسوه، الرفاه الذاتي «... مستند إلى فكرة أن تصور الشخص لحياته وشعوره حيالها هو المهم».

### نموذج للرفاه النفسي من ستة عوامل
يفترض نموذج كارول ريف متعدد الأبعاد ستة عومل مفتاحية للرفاه:
1. قبول الذات
2. النمو الشخصي
3. الهدف في الحياة
4. السيطرة على البيئة
5. الاستقلال الذاتي
6. العلاقات الإيجابية مع الآخرين

### كوري كيز: الازدهار
وفقا لكوري كيز، الذي تعاون مع كارول ريف، للرفاه العقلي ثلاثة عناصر، وهي الرفاه العاطفي أو الذاتي (ويسمى أيضًا الرفاه الهيدوني)، والرفاه النفسي، والرفاه الاجتماعي (يشكلان معًا الرفاه اليودايموني). يتعلق الرفاه العاطفي بجوانب ذاتية من الرفاه، وجوانب حسية، وشعورًا جيدًا، في حين يتعلق الرفاه النفسي والاجتماعي بالمهارات والقدرات والأداء النفسي والاجتماعي.
تلقى نموذج كيز للرفاه العقلي دعمًا تجريبيًا واسعًا عبر الثقافات.

### سيليغمان: علم النفس الإيجابي
الرفاه مفهوم محوري في علم النفس الإيجابي. يهتم علم النفس الإيجابي باليودايمونيا وتعني «الحياة الجيدة»، والتفكير فيما يحمل القيمة الأكبر في الحياة، وهما العاملان الأهم لتحقيق حياة جيدة ومُرضية. ولا يحاول دارسو علم النفس الإيجابي وضع تعريف صارم للحياة الجيدة، لكنهم متفقون على أن المرء يجب أن يعيش حياة سعيدة، ومنخرطة، وذات مغزى لكي يحقق «الحياة الجيدة». أشار مارتن سيليغمان إلى «الحياة الجيدة» على أنها «استخدام نقاط القوة الخاصة بك لخلق سعادة أصيلة ورضا كبير».